# 第一三共ヘルスケア
第一三共ヘルスケア株式会社（だいいちさんきょうヘルスケア）は、第一三共グループの医薬品メーカー。主に一般用医薬品（OTC医薬品）、スキンケア、オーラルケアなどを取り扱う。

## 概要
三共と第一製薬の一連の経営統合において、本体の統合に先立ち、2005年12月16日に両社のヘルスケア事業の統合を目的に設立。2006年4月1日に三共と第一製薬のヘルスケア事業を当社が継承し、4月3日に営業開始した。
2006年4月13日に第一三共がゼファーマの株式を取得し、第一三共グループ内でヘルスケア部門の企業が並立する状態となった。ゼファーマは第一三共とほぼ同様の方法で山之内製薬と藤沢薬品が統合し、2005年4月にアステラス製薬となった際、それに先立って2004年10月に両社のヘルスケア事業を統合して誕生した企業であったが、ゼファーマの親会社・アステラスが医療用医薬品事業に特化する方針を固めたことにより、第一三共に全株式を売却したものである。その後、2007年4月に第一三共の完全統合と同時に行われたグループ内の再編により同社がゼファーマを吸収合併した（商号の変更はなし）。
このため、現在は三共・第一製薬・藤沢薬品・山之内製薬の4社が発売していた商品を扱っており、各社が主力としていた「リゲイン（栄養ドリンク剤）」、「カロヤン（発毛促進薬）」、「マキロン（殺菌消毒薬）」など従来各社が扱っていなかったカテゴリが相互補完され、ラインナップが拡大。取扱品が多い同業他社と肩を並べる品揃えになった。統合によりラインナップが増えたことをアピールするため、2007年3月に掲載された新聞広告では、頭のてっぺんから足のつま先まで当社製品をまとった人間型オブジェが登場した。
かぜ薬領域においては、三共のブランドでラインナップが多い「ルル」、第一製薬のブランドでのど関連品を主体とする「ぺラック」、藤沢薬品のブランドで持続性の製品を主体とする「プレコール」、山之内製薬のブランドで葛根湯製剤を主体とする「カコナール」が、胃腸薬領域においては、現社名に合わせて2010年8月に三共のブランドだった「新三共胃腸薬」から製品名を変更した総合胃腸薬「第一三共胃腸薬」や、山之内製薬のブランドでH2ブロッカー胃腸薬の「ガスター10」があり、幅広い領域をカバーしている。
統合後には、「トランシーノ」、「トラフル」、「ロキソニン」など、一般用医薬品での新たなブランドを投入しているほか、山之内製薬のブランドである洗浄料「ミノン」にスキンケアのサブライン「ミノン アミノモイスト」を立ち上げたり、藤沢薬品のブランド（「クリーンデンタル」・「シティース」）を引き継いだオーラルケア領域には口臭予防に特化した「ブレスラボ」を追加するなど、スキンケアやオーラルケアのラインナップを拡大している。
また、医療用医薬品として同業他社が発売しているブランドを製造メーカーから商標の使用許諾を得て自社の一般用医薬品として発売されるようになり、皮膚保護薬の「プロペト ピュアベール」や解熱鎮痛薬の「カロナールA」がこれらに該当する。
2024年4月1日には千寿製薬との販売提携締結によって同社が製造販売する目薬ブランド「マイティア」を取り扱うようになり、点眼薬分野が強化された。

## 沿革
- 2005年12月16日 - 三共と第一製薬が共同でヘルスケア事業の統合を目的に第一三共ヘルスケアを設立[4]。初代社長には、三共出身の井手口盛哉が就任した。
- 2006年
  - 4月1日 - 三共と第一製薬の各ヘルスケア事業の営業を吸収分割により当社へ継承。3日に当社での営業を開始（営業開始当初、本店所在地は第一三共と同じ東京都中央区日本橋本町三丁目5番1号だったが、実務上の本社所在地は同じ中央区の日本橋箱崎町36番2号であった）[5]。
  - 4月13日 - 親会社の第一三共がアステラス製薬から完全子会社のゼファーマの全株式を譲り受けて完全子会社化[6]。
  - 6月14日 - 「カロヤンジェルローション1」発売（日本初となるジェルローションタイプの発毛促進薬で、統合後初の新製品でもある）[7]。
  - 11月27日 - サプリメントブランド「ナチュラルビトン」を立ち上げ、通信販売事業を開始[8]。
- 2007年
  - 4月1日 - グループ内の再編に伴ってゼファーマを吸収合併[9]。これにより、同社が販売していた製品の取り扱いを引き継ぐ。その後、本社を同じ中央区の日本橋小網町1番8号に移転。
  - 8月6日 - 「パテックス フェルビナクシップ」発売（OTC医薬品の外用鎮痛シップ剤で初めてフェルビナクを配合）[10]。
  - 9月4日 - 「トランシーノ」発売（日本初となる肝斑によるしみ改善薬）[11]。
- 2008年
  - 4月14日 - 「サリドンWi」発売（OTC医薬品の解熱鎮痛薬で初めてイソプロピルアンチピリンとイブプロフェンを同時配合）[12]。
  - 7月8日 - 「トラフル錠」発売（口内炎用薬ブランドを立ち上げ）[13]。
  - 10月16日 - 「ガスター10内服液」発売（日本初の液体H2ブロッカー胃腸薬）[14]。
- 2009年
  - 3月24日 - 親会社の第一三共が販売していた「ベトネベートクリーム」・「ベトネベートN軟膏」・「クロマイ-P軟膏」・「クロロマイセチン軟膏2%」をOTC医薬品にリニューアルし、当社での販売を開始[15]。
  - 4月1日 - 2代目社長に、第一製薬出身の高橋利夫が就任[16]。
  - 5月7日 - 「サラシュット」発売（日本初のスプレー式痔疾用軟膏剤）[17]。
  - 9月1日 - 「ミノン アミノモイスト」発売（「ミノン」にスキンケアのサブブランドを立ち上げ）[18]。
- 2010年8月20日 - 「カコナール2 V顆粒」発売（OTC医薬品の葛根湯製剤で初となるビタミン（ビタミンB1/ビタミンB2/ビタミンC）を配合）[19]。
- 2011年
  - 1月21日 - 「ロキソニンS」発売（ロキソプロフェンナトリウム水和物をスイッチOTC化した解熱鎮痛薬）[20]。
  - 10月24日 - 国内グループ会社の本社組織の拠点集約に伴い、本社を同じ中央区にある第一三共日本橋ビル（日本橋三丁目14番10号）に再移転[21]。
- 2012年
  - 2月20日 - 「ピロエースZ」発売（OTC医薬品の水虫治療薬で初めてとなるラノコナゾールの配合剤）[22]。
  - 3月8日 - 「トラフルダイレクト」発売（OTC医薬品で初めてとなる口腔内溶解型フィルム貼付剤タイプの口内炎治療薬）[23]。
  - 4月2日 - 3代目社長に、三共出身の西井良樹が就任[24]。
  - 7月20日 - スキンケアブランド「ダーマエナジー」のテストマーケティングを開始し、一旦終了していた通信販売事業を再開[25]。
- 2013年9月30日 - カルシウム剤「新カルシチュウD3」シリーズの当社での販売を終了し、翌10月1日付で武田薬品工業へ移管（2017年4月1日に武田コンシューマーヘルスケア(現:アリナミン製薬)へ再移管）。
- 2015年11月4日 - 通信販売事業を担うアイムの株式をエムシーピースリー投資事業有限責任組合より全株取得し、子会社化[26]（アイムは2024年4月1日付で第一三共ヘルスケアダイレクトへ商号変更される）。
- 2016年8月25日 - 「ロキソニンSテープ/テープL/パップ/ゲル」を発売（ロキソプロフェンナトリウム水和物をスイッチOTC化した外用鎮痛消炎薬）[27]。
- 2017年3月10日 - マンダムの海外子会社であるMandom Corporation (Thailand) Ltd.（マンダムタイ）を通じて、タイでの「ミノン アミノモイスト」シリーズの販売を開始（東南アジアへ初進出）。当社が製品の輸出を行い、マンダムタイがタイにおける輸入・販売とプロモーションを行う[28]。
- 2018年
  - 8月27日 - 「ブレスラボ」発売（口臭予防に特化したオーラルケアブランドを立ち上げ）[29]。
  - 9月5日 - 「ミノン メン」発売（「ミノン」に男性向けスキンケアラインを追加）[30]。
- 2019年
  - 4月1日 - 4代目社長に、藤沢薬品工業出身の吉田勝彦が就任[31]。
  - 8月29日 - 「プロペト ピュアベール」発売（丸石製薬が製造販売する医療用医薬品「プロペト」の一般向け製品の販売を開始）[32]。
- 2020年8月3日 - 「プレコールCR持続性錠」発売（発売時点において、OTC医薬品の持続性型総合感冒薬で唯一の錠剤タイプであった）[33]。
- 2021年
  - 3月12日 - 「マキロン アクネージュ」発売（「マキロンs」の主成分であるベンゼトニウム塩化物をOTC医薬品のニキビ治療薬で初めて殺菌成分に配合）[34]。
  - 4月7日 - 廃棄ロス削減の取り組みとして、アスクルが運営するECサイト「LOHACO」内の「Go Ethical（ゴー・エシカル）」へ通常販売を終了した良品の出品（取り扱い）を開始[35]。
- 2022年11月24日 - 花王との間で皮膚関連領域における共同開発に関する契約を締結したことを発表[36]。
- 2024年
  - 1月24日 - 「カロナールA」発売（あゆみ製薬から商標使用の許諾を得て、同社が発売する医療用医薬品「カロナール錠300」のOTC仕様品として発売）。
  - 3月29日 - 千寿製薬との間で「マイティア」ブランドの販売提携を発表。この日をもってアリナミン製薬での「マイティア」ブランドの販売が終了となり、同年4月1日付で販売提携を開始、同年4月11日にパッケージデザインを刷新して当社での販売を本格的に開始[37][38]。
  - 11月1日 - スポーツ向けプロテイン・サプリメントブランド「DNS」を株式会社DNS（2020年7月にドームから独立）より譲受、事業を開始。スポーツニュートリション事業へ進出する[39]。
- 2025年
  - 5月1日 - 事業継承後も株式会社DNSで行っていた「DNS」の企画と販売を承継。「DNS公式オンラインショップ」の運営を同社から引き継ぎ、「DNS」を自社ブランド化する[40]。

## メーカコードについて
JANコード（13桁）のメーカコード（5桁）は旧ゼファーマとの統合直後、5種類存在していた。
- 87107：旧第一製薬
- 87081：旧三共
- 87774：旧ゼファーマ
- 87195：旧藤沢薬品工業（旧ゼファーマで一部使用）
- 87233：旧山之内製薬（旧ゼファーマで一部使用）

そのため、統合後のメーカコードは旧第一製薬のメーカコード（87107）を用いることにし、統合後に発売された新製品はもちろんのこと、既存製品の一部もリニューアルや現社名仕様のパッケージへの切替に合わせてJANコードを新しくする際に、新メーカコードを導入している（特に、旧山之内製薬で発売されていた製品は現社名変更を機にJANコードを新しくした製品が多い）。

## CM出演者
CMは第一三共ヘルスケアホームページにある「CMギャラリー」で視聴可能である（参照）、かつてには旧三共●とゼファーマ◯と第一製薬◎がある。

### 現在
- 新ルルAゴールドDX - 有村架純●
- ぺラックT - 花江夏樹◎
- ロキソニンSプレミアム/クイック/プレミアムファイン - 石原さとみ●
- カロナールA - 杏
- ロキソニンEX/S温感テープ - 阿部寛●
- エージーアレルカット - 横浜流星◯※以前はプレコールにも出演
- トランシーノ - 天海祐希 ◯※以前はルルアタック、ブレスラボに出演
- トラフル - 立花琴未（CANDY TUNE）[41][注釈 1]
- ミノン - 岸井ゆきの、小関裕太◯
- ミノンアミノモイスト - 上白石萌音◯
- クリーンデンタル - 松本若菜◎

### 過去
☆印：現社名変更後に出演

※ウィンダム及びウィンダムピンクはCMが話題となり、インパクトのある魅力的なCMで評判となった製品であるが、薬事法の改正で水虫薬では数少ない【第1類医薬品】に分類されたこともあり、2009年6月から放映されたCMはキャラクターを起用せず、あえてシンプルでかつ誠意のある作品に差し替えられた。パテックスシリーズも多数の無名のタレントを起用して放映していた時期があった。アレルギールも旧三共時代にマスコットを使ってCMしていた時期があった。
- 第一三共ヘルスケア
  - 新ルルAゴールドDX - 石川遼 ●
  - ルルアタックIB - 二宮清純→栗山英樹●
  - ルルアタック - 天海祐希→松本潤●
  - ルル滋養内服液 - ANZEN漫才 ●
  - プレコール - 内田恭子（2011年度は塚本高史と共演）◯
  - 第一三共胃腸薬プラス（旧新三共胃腸薬プラス）- 石塚英彦（共演で宮崎哲弥→伊吹吾郎(声のみで武田広も出演)→ANZEN漫才、後に単体の出演となる）●
  - 第一三共胃腸薬コアブロック - 伊藤淳史
  - ガスター10 - 濱田岳、本田博太郎、木南晴夏[注釈 3]◯
  - ロキソニンS - 貫地谷しほり●
  - ロキソニンSプレミアム - 真木よう子→北川景子
  - ロキソニンSテープ/ゲル - 谷原章介（共演で池田鉄洋→福原遥、後に単体の出演となる）
  - ピロエースZ - 寺田健志◯
  - マキロン アクネージュ - 今田美桜
  - トラフル - 松田百香→津山祐子→小嶋陽菜→吉岡里帆→川栄李奈→今田美桜
  - トランシーノ - 藤原美智子→大塚寧々→麻生久美子 ◎
  - ミノン - 大島優子、坂口健太郎 ◯
  - カロヤン プログレ - KinKi Kids◎
  - クリーンデンタル - 中井貴一→役所広司◎
  - ブレスラボ - 安藤桃子（柴咲コウと共演）→柴咲コウ、江口のりこ◎
  - リゲインスタイル - 入山法子 ●
- 旧三共
  - ルル -渡辺典子→笹森礼子→河内桃子→伴久美子、高原駿雄→大空眞弓→いしだあゆみ→由美かおる→伊東ゆかり→佐良直美→山口いづみ→松坂慶子→早乙女愛→大竹しのぶ（9年間出演）→三田寛子→富田靖子→石田ひかり→遠藤久美子→竹内結子→木村佳乃
  - 新三共胃腸薬 - 加東大介→デューク・エイセス→財津一郎→ダーク・ダックス→江守徹→次郎→徳光和夫→古舘伊知郎
  - リゲイン - 時任三郎→本木雅弘→佐藤浩市→坂本龍一→唐沢寿明→反町隆史→長瀬智也→ガレッジセール☆
  - ビトン-ハイ - 高島礼子
  - トリメートE - 大竹しのぶ
- 旧第一製薬
  - カロヤン - 中村吉右衛門→役所広司→アナリザ・ディフィリッポ→佐藤浩市☆→伊藤淳史・藤岡弘、☆→坂口憲二☆
  - センロック - 星野仙一
  - パテックス - 小林亜星→北の湖敏満→トム・ラソーダ→花田勝→高嶋政伸→舞の海→伊集院光→石川遼☆
  - シャント - 井上順
  - ペラック - 戸田菜穂→荒川良々☆
  - システィナC - 小雪、今井陽子→藤田陽子☆
  - リジュエージQ10 - アナリサ・ディフィリッポ（かつて「カロヤンガッシュ」のCMに出演したこともあった）
- 旧ゼファーマ（旧山之内製薬・旧藤沢薬品分を含む）
  - プレコール - 草野仁→渡部篤郎→堤真一→中山エミリ→塚本高史☆（2011年度は内田恭子と共演）→向井理☆
  - カコナール - 石野陽子→松田聖子→Wink→森川由加里→千堂あきほ→松嶋菜々子→井川遥→宮崎あおい☆→谷村美月☆→夏菜☆
  - マキロン - 吉村禎章→大仁田厚→西村雅彦
  - オイラックスA - 松本伊代→田中律子☆
  - ピロエースW - 柳沢慎吾→芹澤名人→伊武雅刀
  - ウィンダム - 北村一輝
  - エージー - 乾貴美子→中越典子→尾上綾→民部良子（エージーアイズ）☆・石井めぐる（エージーノーズ）→澤田泉美・江頭由衣・手嶋智子☆→池澤あやか☆→向井理☆
  - ガスター10 - 岡本綾子→西村雅彦（商号変更後も2010年(平成22年)5月まで継続起用していた。なお、2024年(令和6年)3月にラジオCMへ形を変え、14年ぶりに出演している[42]）→坂口憲二・清野優美☆（後に坂口の単独出演になる）→本田博太郎☆（濱田岳と共演）
  - マーロックスプラス - 小林克也→岩下志麻
  - マーロックスプラス チュアブル - 高橋克典
  - ギネスゴールド - 夏木陽介→布施博
  - 藤澤樟脳 - 岩下志麻
  - ヘルシーバランス - 稲垣吾郎

## 提供番組
2023年（令和5年）現在
- 日本テレビ系列
  - ズームイン!!SUPER→ZIP! [注釈 4]
  - 月曜から夜ふかし （2023年4月 - ）[注釈 5]
  - 笑点(2023年4月2日 - )
- テレビ朝日系列
  - マツコ&有吉 かりそめ天国 （2020年4月 - ）[注釈 6][注釈 7][注釈 8]
- TBS系列
  - 日5（2023年1月8日以降、カウキャッチャー。)
  - 情熱大陸（2023年1月8日以降、カウキャッチャー。)
  - ニンゲン観察バラエティ モニタリング ※21時台スポンサー。同業者の小林製薬、別パートでP&Gもスポンサー。
  - 坂上&指原のつぶれない店 （2022年10月 - ）[注釈 9][注釈 10]
- フジテレビ系列
  - 新しいカギ （2021年10月 - 12月・2022年4月 - 6月・同年10月 - ）※同業者の小林製薬もスポンサー。[注釈 11]
  - 千鳥のクセスゴ! （2023年4月 - ）※同業者のP&G、小林製薬もスポンサー。
  - 土曜はナニする!?（カンテレ制作）※別パートで同業者の小林製薬もスポンサー。
  - 火ドラ★イレブン（同上、2024年10月以降、カウキャッチャー。)
  - ネプリーグ（2023年10月 - ）
- その他
  - サンテレビボックス席（サンテレビ・木曜日後半枠のみ）
  - アーシストcafe 緑のコトノハ（BS朝日）
  - 福山雅治 福のラジオ（TOKYO FM・JFN系列）

過去
- 中居正広の金曜日のスマたちへ（TBS）
- 週刊さんまとマツコ（TBS）
- ザ・ベストワン（TBS）
- バナナマンのせっかくグルメ!!（TBS）
- 1年1組平成教育学院（フジテレビ） - 隔週ごとに前半枠と後半枠を入れ換え。
- ほこ×たて（フジテレビ） - 隔週ごとに前半枠と後半枠を入れ換え。
- 日本語探Qバラエティ クイズ!それマジ!?ニッポン（フジテレビ） - 隔週ごとに前半枠と後半枠を入れ換え。
- 爆笑レッドカーペット（フジテレビ） - 2010年4月から爆笑レッドカーペットが移動と同時にスポンサー自体は土曜プレミアムに移動。
- 世界行ってみたらホントはこんなトコだった!?（フジテレビ） - シーズン3（水曜20時台）より提供。
- バイキング（フジテレビ）
- 土曜プレミアム（フジテレビ）
- 芸能人が本気で考えた!ドッキリGP（フジテレビ）
- 突然ですが占ってもいいですか?（フジテレビ）
- 千鳥の鬼レンチャン（フジテレビ）
- VS嵐→VS魂（フジテレビ）
- にじいろジーン（カンテレ制作・フジテレビ系列） - 2015年10月より後半枠に提供、カラー表示。
- ミラクル9（テレビ朝日） - 2020年3月まで。同業者のP&G、別パートで久光製薬もスポンサー。
- ナニコレ珍百景（テレビ朝日）
- そうだったのか!池上彰の学べるニュース（テレビ朝日）
- クイズ雑学王（テレビ朝日）
- プリキュアシリーズ [注釈 12](朝日放送テレビ・ABCアニメーション共同制作)
- 水曜ドラマ（日本テレビ） - 2021年春クールの『恋はDeepに』で提供、同業者の花王が筆頭、小林製薬もスポンサー、カラー表示。
- しゃべくり007（日本テレビ） - 同業者の花王は筆頭スポンサー。2020年8月31日よりカラー表示、2022年4月 - 2023年3月は21時台に放送。22時台時代は小林製薬もスポンサーだった。
- 読売テレビ制作土曜夕方5時30分枠のアニメ[注釈 13](読売テレビ制作)
- ワールドビジネスサテライト（テレビ東京）
- 土曜スペシャル（テレビ東京）
- 日経スペシャル ガイアの夜明け（テレビ東京）
- 和風総本家（テレビ大阪）
- 美しい日本に出会う旅（BS-TBS） - 隔週ごとに前半枠と後半枠を入れ替え。
- クイズ!脳ベルSHOW（BSフジ・金曜日のみ） - 2021年3月まで。

## 関連会社
- 第一三共ヘルスケアダイレクト（旧:アイム）
- 千寿製薬